# 湖南省国防科技工业局
湖南省国防科技工业局 是中华人民共和国湖南省人民政府管理湖南省国防科技工业的直属机构。

## 内设机构
- 办公室
- 发展计划处（军民结合推进处）
- 科技质量处（省船舶工业管理办公室）
- 财务与经济管理处
- 安全生产与民用爆炸物品管理处（省核事故应急管理办公室）
- 人事教育与保密处
- 机关党委
- 纪检监察室
- 离退休人员管理服务处
- 后勤服务中心[1]

## 直属机构
- 湖南省国防科技工业供销公司
- 湖南省华湘工业公司
- 湖南省国防科工办技术开发中心
- 张家界航空工业职业技术学院
- 湖南兵器工业高级技工学校